# Distretto di Jorge Chávez
Il distretto di Jorge Chávez è uno dei dodici distretti  della provincia di Celendín, in Perù. Si trova nella regione di Cajamarca e si estende su una superficie di 53,34 chilometri quadrati.

Istituito il 30 settembre 1862, ha per capitale la città di Lucmapampa; al censimento 2005 contava .691 abitanti.